# Ciclismo nos Jogos Olímpicos de Verão de 2012 - Perseguição por equipes feminino

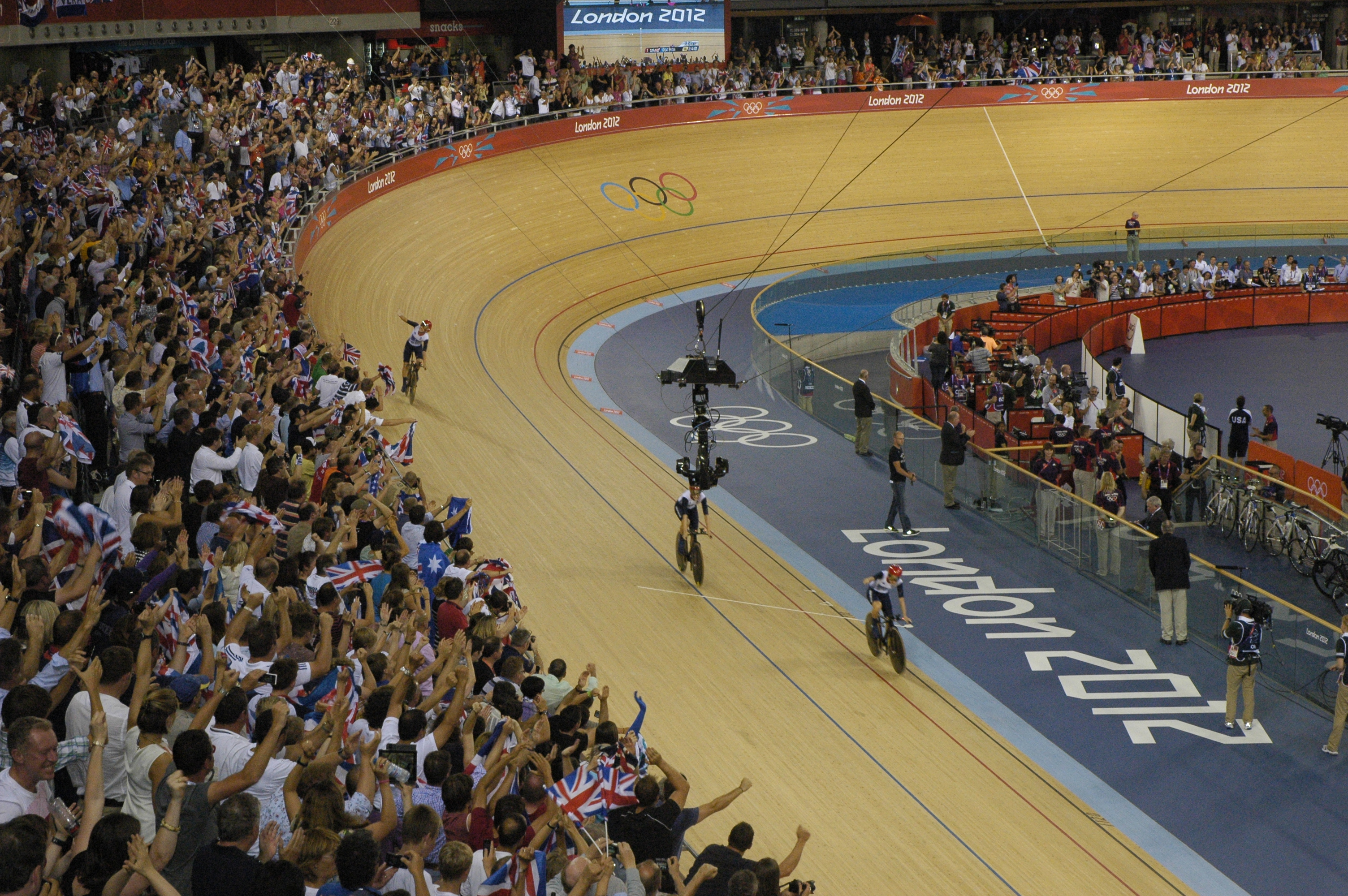
Britânicos vibram com a vitória da equipe feminina de perseguição.

A prova de perseguição por equipes feminino do ciclismo nos Jogos Olímpicos de Verão de 2012 foi realizada nos dias 3 e 4 de agosto no Velódromo de Londres.
A equipe da Grã-Bretanha composta por Danielle King, Laura Trott e Joanna Rowsell ganhou a medalha de ouro com um tempo para recorde mundial. Sarah Hammer, Dotsie Bausch e Jennie Reed dos Estados Unidos levaram a medalha de prata e as canadenses Tara Whitten, Gillian Carleton e Jasmin Glaesser conquistaram o bronze.

## Calendário
Horário local (UTC+1)
| Dia         | Horário | Fase                |
| ----------- | ------- | ------------------- |
| 3 de agosto | 17:00   | Qualificação        |
| 4 de agosto | 16:10   | Primeira fase Final |

## Medalhistas
|  | GBR Grã-Bretanha                         |  | USA Estados Unidos                                   |  | CAN Canadá                                    |
|  | Danielle King Laura Trott Joanna Rowsell |  | Sarah Hammer Dotsie Bausch Jennie Reed Lauren Tamayo |  | Tara Whitten Gillian Carleton Jasmin Glaesser |

## Resultados

### Qualificação
As oito melhores equipes avançaram para a primeira fase.
| Pos. | CON                | Ciclistas                                               | Resultado | Notas |
| ---- | ------------------ | ------------------------------------------------------- | --------- | ----- |
| 1    | GBR Grã-Bretanha   | Danielle King Laura Trott Joanna Rowsell                | 3:15.669  | Q,    |
| 2    | USA Estados Unidos | Sarah Hammer Dotsie Bausch Jennie Reed                  | 3:19.406  | Q     |
| 3    | AUS Austrália      | Annette Edmondson Melissa Hoskins Josephine Tomic       | 3:19.719  | Q     |
| 4    | CAN Canadá         | Tara Whitten Gillian Carleton Jasmin Glaesser           | 3:19.816  | Q     |
| 5    | NZL Nova Zelândia  | Lauren Ellis Jaime Nielsen Alison Shanks                | 3:20.421  | Q     |
| 6    | NED Países Baixos  | Kirsten Wild Amy Pieters Ellen van Dijk                 | 3:21.602  | Q     |
| 7    | GER Alemanha       | Judith Arndt Charlotte Becker Lisa Brennauer            | 3:22.058  | Q     |
| 8    | BLR Bielorrússia   | Tatsiana Sharakova Alena Dylko Aksana Papko             | 3:22.850  | Q     |
| 9    | UKR Ucrânia        | Yelyzaveta Bochkaryova Svitlana Halyuk Lesya Kalytovska | 3:25.160  |       |
| 10   | CHN China          | Jiang Fan Jiang Wenwen Liang Jing                       | 3:26.049  |       |

### Primeira fase
As duas melhores equipes avançaram para a disputa da medalha de ouro e as equipes que finalizaram em terceiro e quarto lugar para a disputa do bronze.
| Pos. | Bateria | CON                | Ciclistas                                         | Resultado | Notas              |
| ---- | ------- | ------------------ | ------------------------------------------------- | --------- | ------------------ |
| 1    | 4       | GBR Grã-Bretanha   | Danielle King Laura Trott Joanna Rowsell          | 3:14.682  | Recorde mundial    |
| 2    | 3       | USA Estados Unidos | Sarah Hammer Dotsie Bausch Jennie Reed            | 3:16.853  | Recorde nacional   |
| 3    | 3       | AUS Austrália      | Annette Edmondson Melissa Hoskins Josephine Tomic | 3:16.935  | Recorde da Oceania |
| 4    | 4       | CAN Canadá         | Tara Whitten Gillian Carleton Jasmin Glaesser     | 3:17.454  | Recorde nacional   |
| 5    | 2       | NZL Nova Zelândia  | Lauren Ellis Jaime Nielsen Alison Shanks          | 3:18.514  | Recorde nacional   |
| 6    | 1       | NED Países Baixos  | Kirsten Wild Vera Koedooder Ellen van Dijk        | 3:20.013  | Recorde nacional   |
| 7    | 1       | GER Alemanha       | Judith Arndt Charlotte Becker Lisa Brennauer      | 3:21.086  |                    |
| 8    | 2       | BLR Bielorrússia   | Tatsiana Sharakova Alena Dylko Aksana Papko       | 3:21.942  |                    |

### Finais

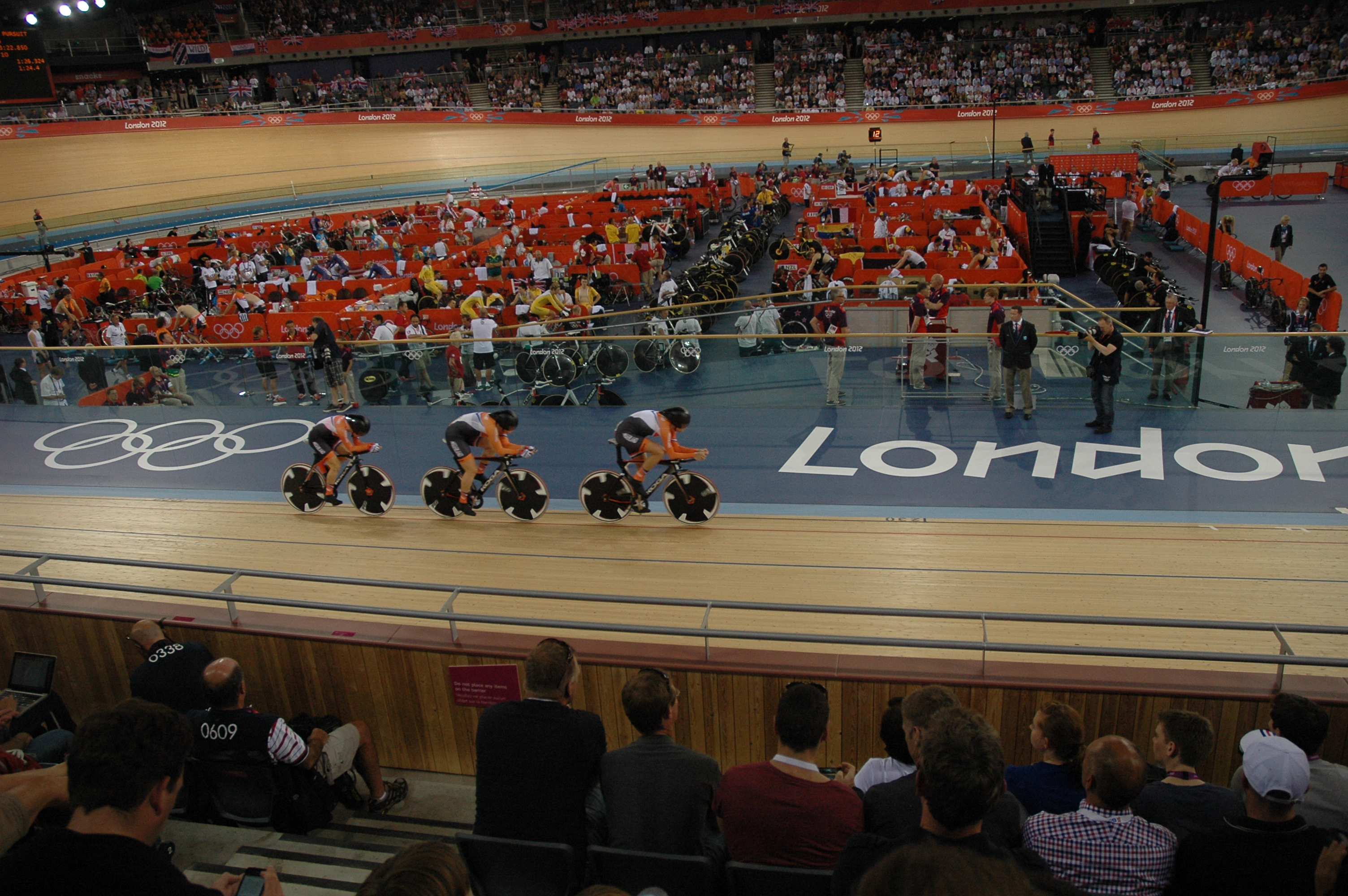
Equipe neerlandesa finalizou em sexto lugar.

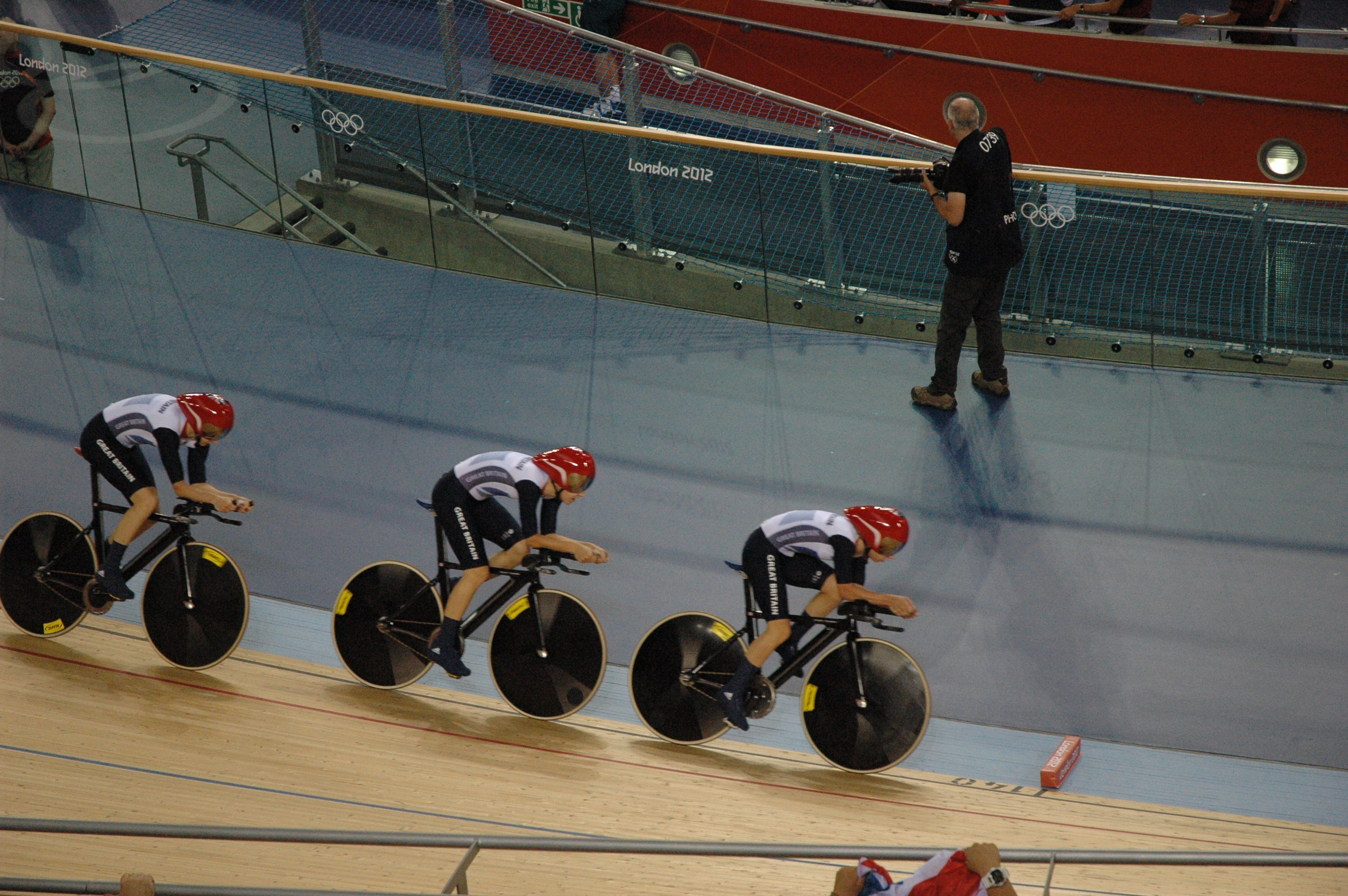
Equipe britânica na rota para a conquista da medalha de ouro.

Disputa pelo sétimo lugar
| Pos. | CON              | Ciclistas                                    | Resultado | Notas            |
| ---- | ---------------- | -------------------------------------------- | --------- | ---------------- |
| 7    | BLR Bielorrússia | Tatsiana Sharakova Alena Dylko Aksana Papko  | 3:20.245  | Recorde nacional |
| 8    | GER Alemanha     | Judith Arndt Charlotte Becker Lisa Brennauer | 3:20.824  | Recorde nacional |

Disputa pelo quinto lugar
| Pos. | CON               | Ciclistas                                 | Resultado | Notas |
| ---- | ----------------- | ----------------------------------------- | --------- | ----- |
| 5    | NZL Nova Zelândia | Lauren Ellis Jaime Nielsen Alison Shanks  | 3:19.351  |       |
| 6    | NED Países Baixos | Vera Koedooder Amy Pieters Ellen van Dijk | 3:23.256  |       |

Disputa pelo bronze
| Pos.              | CON           | Ciclistas                                         | Resultado | Notas |
| ----------------- | ------------- | ------------------------------------------------- | --------- | ----- |
| Medalha de bronze | CAN Canadá    | Tara Whitten Gillian Carleton Jasmin Glaesser     | 3:17.915  |       |
| 4                 | AUS Austrália | Annette Edmondson Melissa Hoskins Josephine Tomic | 3:18.096  |       |

Disputa pela ouro
| Pos.             | CON                | Ciclistas                                | Resultado | Notas           |
| ---------------- | ------------------ | ---------------------------------------- | --------- | --------------- |
| Medalha de ouro  | GBR Grã-Bretanha   | Danielle King Laura Trott Joanna Rowsell | 3:14.051  | Recorde mundial |
| Medalha de prata | USA Estados Unidos | Sarah Hammer Dotsie Bausch Lauren Tamayo | 3:19.727  |                 |